# قوات الدراويش في جوبالاند
قوات الدراويش في جوبالاند هي قوات عسكرية تشكل وحدة الأمن في ولاية جوبالاند المتمتعة بالحكم الذاتي في جنوب الصومال، والتي يقودها أحمد مدوبي، يقع المقر الرئيسي لقوات الدراويش في كيسمايو وتقع إحدى قواعدها الأساسية في منطقة أفمدو،  صرح رئيس ولاية جوبالاند أحمد مدوبي أن القوات تهدف إلى التركيز على مكافحة الإرهاب داخل ولاية جوبالاند.